# Kapela Svetog Duha u Zagrebu
Kapela Svetog Duha katolička je kapela smještena uz zagrebačku ulicu Sveti Duh u četvrti Črnomercu. Iako se Kapela Svetog Duha u izvorima spominje još od 15. stoljeća, današnja je kapela sagrađena 1832. godine.

## Povijest prve kapela
Kapela Svetog Duha u izvorima se spominje od 15. stoljeća. O prvotnom izgledu kapele se ne zna puno. Poznato je da ju je sredinom 15. stoljeća grof Ulrich Celjski prepustio seoskom sucu Pavlu Valpotu te da ju je krajem 15. stoljeća gospodar Medvedgrada Ivaniš Korvin vratio župi Svete Margarete.
Dolaskom redovnika isusovaca u Zagreb početkom 17. stoljeća, te postupnim slabljenjem Osmanskog Carstva, započinje obnova vjerskog života i sakralnih objekata koji se naalze na rubnim dijelovima Zagreba. Isusovci počinju voditi računa o obnovi gradskih kapela raštrkanih van zidina te kapelu Svetoga Duha u više navrata u 17. i 18. stoljeću obnavljaju, dograđuju i opremaju crkvenom opremom. Iz sačuvanih kanonskih vizitacija doznajemo da isusovci nisu zamijenili stariju srednjovjekovnu kapelu novom građevinom, samo su je barokizirali i prilagodili estetskim uzusima ranoga novog vijeka. Vizitacija iz 1622. godine spominje kapelu Svetog Duha kao izrazito zapuštenu, ali krajem 17. stoljeća se ističe da je riječ o prostranoj nadsvođenoj zidanoj građevini s korom i sakristijom, tri oltara (dva u brodu kapele, a jedan u predvorju) i propovjedaonicom. Spominje se da je glavni je oltar bio posvećen Svetom Duhu. Kapela je ponovno obnovljena nakon udara groma 1698. godine. Tada je sazidan i novi zvonik u koji su postavljena tri zvona. Najkasnije 1705. kapela je dobila i orgulje. Kapeli Svetoga Duha prigrađena je sredinom 18. stoljeća kapelica svetog Izidora na sjevernoj strani kapele.
Nedugo nakon dogradnje kapele svetog Izidora, u travnju 1754. godine kapela svetog Duha je opisana u još jednoj kanonskoj vizitaciji. Opisano je da je imala četiri oltara: glavni Svetoga Duha, pobočne Blažene Djevice Marije i Svetoga Duha, te oltar svetog Izidora u bočnoj kapeli.
Nakon ukinuća isusovačkog reda i odlaska Isusovaca, dolazi do zapuštanja kapele. Vizitacija iz lipnja 1801. svjedoči da su se i dalje u njoj nalazila četiri oltara, da je posjedovala raznoliku liturgijsku opremu i knjige. S obzirom na sve veću zapuštenost kapele, vojne vlasti odlučile su je 1809. godine iskoristiti kao spremište za barut. Tijekom velike oluje 30. lipnja 1810. u kapelu je udario grom koji je doveo do zapaljenja uskladištenoga baruta, te je pritom došlo je do velike eksplozije koja se osjetila u cijelom Zagrebu. Eksplozija je u potpunosti uništila kapelicu i cijelu njezinu opremu. Povjesničar Emilij Laszowski zabilježio je sjećanja starih Zagrepčana koji su kao djeca išli skupljati komadiće olova koje je stvorila eksplozija. Ovaj događaj spominje u svome djelu „Barun Ivica“ i August Šenoa, no on kao uzrok eksplozije navodi neopreznost vojnika koji su pušili cigarete čuvajući uskladišten barut u kapeli.

## Izgradanja današnje kapele i arhitektura
Nakon završetka Napoleonskih ratova 1816. godine župnik Josip Karvančić zatražio je od zagrebačkoga gradskog magistrata da se na mjestu kapele uništene u eksploziji izgradi nova kapele Svetog Duha. Tada je najvažniji zagrebačkog arhitekt Bartol Felbinger izradio projekt za novu kapelu, no taj projekt nije bio realiziran.
Nova, sadašnja kapela podignuta je 1832. godine, zahvaljujući potpori zagrebačkih građana po jednostavnom projektu kao jednobrodna građevina pravokutnog tlocrta s polukružnim svetištem, zvonikom na pročelju te korom s južne, ulazne strane broda. Rješenje glavnoga pročelja kapele nadovezuje se na oblike barokno-klasicističkog sakralnog graditeljstva Hrvatske toga razdoblja. Donji su dijelovi glavnog pročelja raščlanjeni plitkim pilastrima, te na bočnim stranama jednostavnim polukružnim nišama. U sredini se glavno pročelje otvara glavnim portalom, zaključenim segmentnim lukom i visokim polukružnim prozorom. Zvonik je raščlanjen jednostavnom rustikom i plitkom arhitektonskom plastikom. Novoj je kapeli 1841. godine dograđena sa sjeverne strane svetišta jednostavna pravokutna sakristija. Glavni je oltar kapeli darovala Ane Hranilović, a orgulje su postavljene 1876. godine.
Kapela Svetoga Duha preobrazbu je doživjela nakon što je tijekom potresa 1880. godine pretrpjela štetu srednjih razmjera. Od 1881. do 1894. godine kapela je temeljito pregrađena i opremljena. Tijekom 1881. godine izvršeno je podbočenje kapele. Od ljeta 1893. godine do ožujka 1894. godine izvedena je cjelovita obnova prema projektima Hermana Bolléa. Ključnu ulogu u realizaciji radova odigrao je župnik Stjepan Boroša. Izvedba graditeljskih radova povjerena je graditeljima Makaru i Miji Geheru. Bollé je predvidio potpuno preoblikovanje pročelja kapele u stilu njemačke neorenesansne, postavljanjem dekoracije na lezene i njihovim pretvaranjem u pilastre, dodavanjem voluta, uokviravanjem niša i portala. Na kraju je realizirana samo dogradnja dviju kapela sa strane broda te nova oprema u unutrašnjosti kapele, dok su pročelja zadržala izgled iz prve polovice 19. stoljeća. Pregradnjama je proširena unutrašnjost  kapele koja je dobila oblik križa.
U kapelu su pri Bolléovoj obnovi postavljena tri nova drvena oltara: glavni Silaska Duha Svetoga, te bočni Navještenja Blažene Djevice Marije i Presvetog Trojstva. Oltare je izradio stolar Ivan Budicki, skulpture su djelo kipara Dragutina Moraka, a slike je naslikao Josip Bauer. Sva trojica bili su majstori i profesori tadašnje zagrebačke Obrtne škole, koji su redovito surađivali s Hermanom Bolléom na njegovim brojnim projektima. Osim ovih majstora i ostali članovi Bolléove radionice sudjelovali su u radovima na opremanju kapele, poput dekorativnog slikara Johannesa Clausena. Nažalost, njegov oslik u kapeli svetog Duha nije ostao sačuvan budući da su kasnije zidovi u nekoliko navrata preslikavani. Danas su zidovi potpuno obijeljeni. Na dio prozora Bollé je postavio raskošne vitraje koji su izrađeni „po uzoru monakovskog sitnoslikarstva“. Pri obnovi 1894. godine na kapelu je postavljen novi sat, a u unutrašnjosti luster.
Interijer kapele svetog Duha vrijedan i dobro sačuvan primjer rada domaćih majstora te primjer historicističkog, odnosno neorenesansnog opremanja sakralnog prostora.

## Galerija
- Bočno pročelje
- Pogled s ulaza
- Pogled na svetište s kora
- Glavni oltar
- Bočni oltar
- Vitraji
- Vitraj
- Pogled na kor
- Vitraji
- Vitraji